# Mezzane di Sotto
Mezzane di Sotto är en ort och kommun i provinsen Verona i regionen Veneto i Italien. Kommunen hade 2 509 invånare (2018).